# Angelika Wild
Angelika Wild (Katowice, Polonia; 30 de octubre de 1982) es una actriz pornográfica polaca radicada en Italia.

## Biografía
Hace sólo unos años, Angelika Wild era una adolescente apasionada por el baile que actuaba en espectáculos eróticos en Polonia. Pese a haberse criado en una familia católica tradicional, es una mujer liberal que disfruta con el contacto del público en las actuaciones en vivo y que, en 2001, consiguió un contrato para trabajar en Italia. Sin dudarlo, abandonó su casa y su familia y se marchó a Turín, donde, poco tiempo después, recibió una oferta para participar en una película X.
Cinco años después de aquello, Angelika es una de las actrices de cine X más importantes de Europa. Le gusta trabajar con directores que "ven el porno como cine, no como una mera representación del sexo", y cita a Mario Salieri y los filmes de la compañía Private como sus preferidos.
Angelika se dio a conocer para el público español por su participación en Las intimidades de Rocco en Barcelona, de Rocco Siffredi, en la que protagonizaba una tórrida escena junto a Holly One y Michael Carpenter. Aquella película, que arrasó en la última edición del Festival de Barcelona, en la que logró los más importantes premios del certamen, le abrió las puertas de la productora Negro y Azul, propiedad de Mario Salieri, pese a que el director napolitano no contrata nunca actrices tatuadas y Angelika luce siete tatuajes diferentes en diversos lugares de su bella anatomía.

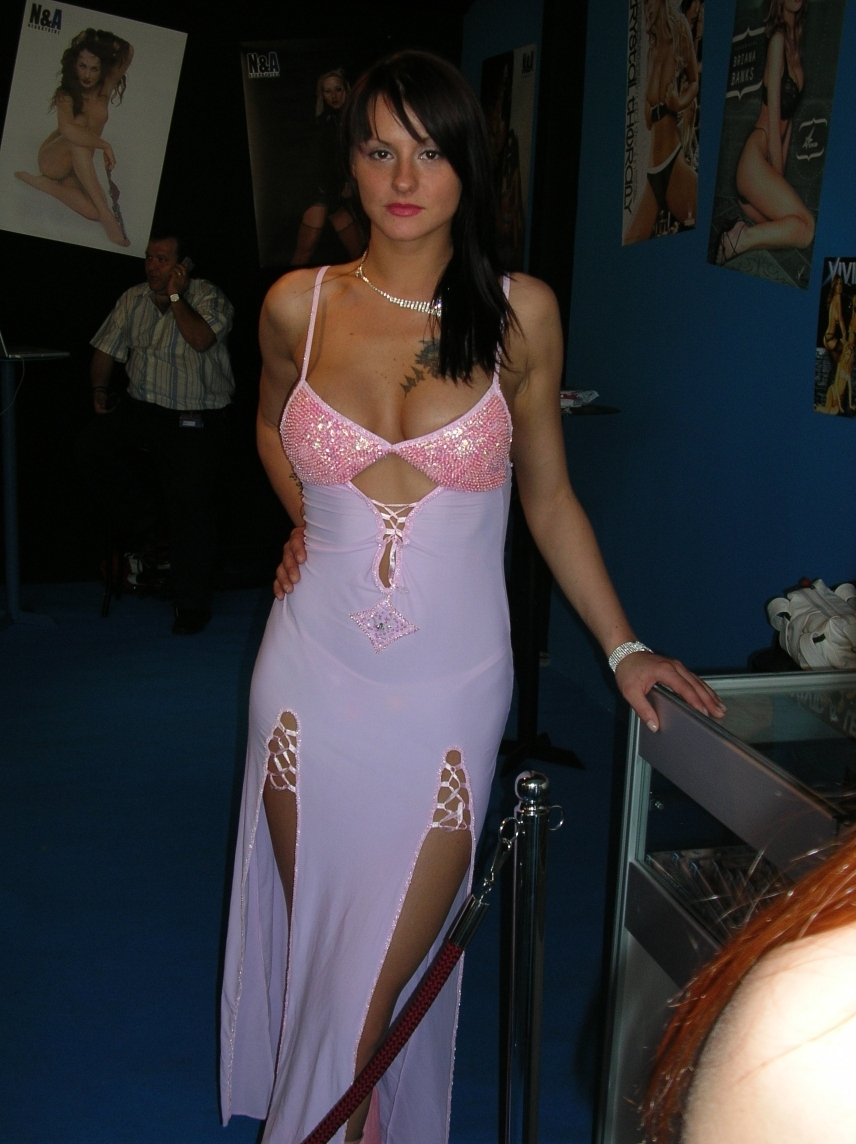
Angelika Wild.

Pero más que sus portentosas actuaciones en la pantalla, Angelika es muy apreciada por la industria de entretenimiento para adultos a causa de su enorme profesionalidad.
Su familia, de profundas convicciones católicas, "sabe que me dedico al porno y respeta mi decisión, porque piensa que es algo que yo hago convencida, aunque hubiera preferido que trabajara en otra cosa". Sin embargo, Angelika, que sueña con dar el salto al cine convencional algún día, "pese a que mi profesión es muy poco respetada por la sociedad en general", no desearía que su hija Nancy, de seis años, siguiera sus pasos cuando fuera mayor de edad.
En España se la ha podido ver en eventos como el 1º y 2º Festival Erótico de Madrid (Exposex) junto a otras actrices porno traídas por la compañía N&A como Lanny Barbie o Uma Best, y también en el Festival Erótico de Barcelona 2007 (FICEB).

## Premios
- Premio Turia a la mejor actriz europea de cine porno del año 2006.